# Monumentos de Oviedo y del Reino de Asturias

Reino de Asturias durante el reinado de Alfonso II

Monumentos de Oviedo y del Reino de Asturias es una categoría de la Unesco que comprende una serie de edificaciones prerrománicas construidas durante el Reino de Asturias y situadas actualmente en la comunidad autónoma del Principado de Asturias, España. Fueron declaradas como Patrimonio de la Humanidad en 1985 con el nombre de «Iglesias del Reino de Asturias», y en 1998 se amplió la denominación para incluir la Cámara Santa de Oviedo, la Foncalada y San Julián de los Prados.

## Época histórica
El Reino de Asturias fue el primer estado cristiano establecido en la península ibérica después del colapso del reino visigodo de Toledo tras la muerte del rey Rodrigo en la batalla de Guadalete y la subsiguiente invasión musulmana. El reino duró desde el año 718 hasta 925, cuando Fruela II accedió al trono del Reino de León.
El reino se inicia tras la batalla de Covadonga en el año 722. Pelayo y sus compañeros situados en el monte Auseva, en una de cuyas cuevas, Covadonga, se refugiaron. Allí lograron emboscar al destacamento sarraceno, que fue aniquilado. La victoria —relativamente pequeña, pues en ella intervinieron apenas unos cuantos cientos de soldados bereberes— otorgó un gran prestigio a Pelayo y provocó una insurrección masiva de los astures. Munuza, viéndose entonces aislado en una región crecientemente hostil decidió abandonar Gijón y dirigirse a la Meseta a través del Camino de la Mesa. Sin embargo fue interceptado y muerto por los astures en Olalíes (actual concejo de Grado).
Tras el fallecimiento de Pelayo y su hijo Favila, les sucede en el trono Alfonso I. En su reinado comienza la expansión territorial del reino astur desde sus tierras situadas en los Picos de Europa hacia el oeste en dirección hacia Galicia. 
Durante los siguientes cincuenta años (739-791) el reino se va afianzando tanto en territorios como en organización político-social. La sucesión de monarcas llega hasta el 791, año en el que es coronado Alfonso II el Casto. Durante su reinado realiza expediciones de castigo hacia el sur, llegando tan lejos como hasta Lisboa en 798, y en 825 vence también a los musulmanes en el Nalón. Fija la capital del reino en Oviedo y repuebla Galicia y zonas septentrionales de Castilla y León. Fue un reinado expuesto a ataques continuos de los musulmanes. Aun así, se expande, y aparece el prerrománico asturiano, dando lugar a joyas de la arquitectura medieval europea. Alfonso II instaura el culto jacobeo, y es la primera figura en el Camino de Santiago, que vincula a Asturias con Europa (especialmente con el reino de Carlomagno), teniendo como enemigo común a un sur de cultura oriental. Alfonso II era de madre alavesa, con lo que ya se ve la vocación de atraer al reino asturiano a los vecinos vascones. En la batalla de Lutos (llodos en asturiano, ciénagas en castellano), se inflige una dura derrota a los árabes y bereberes que querían acabar con la creciente amenaza que suponía el ya reino. En 808, manda forjar la cruz de los Ángeles. Este rey encarga al arquitecto Tioda las construcciones de varios edificios de carácter regio y religioso para embellecer Oviedo, de los cuales por desgracia pocos han sobrevivido, al edificarse encima en reinados posteriores.
Los siguientes reyes, Ramiro I (hijo de Bermudo que se proclama rey tras una guerra civil) y Ordoño I, viven en un periodo de guerra continua contra los musulmanes. En tiempos de Ramiro I, se desarrolla el arte ramirense, el apogeo del prerrománico asturiano. Este rey libra la batalla de Clavijo, en la que, según la leyenda, el apóstol Santiago a lomos de un caballo blanco ayuda al ejército asturiano contra las tropas islámicas. En el año 844, una flota normanda aparecía frente a la costa de Gijón. No se sabe con certeza si desembarcaron allí, pero no fueron detenidos ya que prosiguieron hasta el lugar que las crónicas llamaban Faro de Brigantio (La Coruña), donde fueron rechazados, prosiguiendo la incursión según las crónicas hacia España (las crónicas asturianas llamaban España a al-Ándalus).
Ordoño repuebla Astorga, León, Tuy y Amaya. Establece relaciones estrechas con el reino de Navarra, ayudando posiblemente a la liberación del rey García Íñiguez secuestrado por los normandos. Dentro del proceso de vinculación con el valle del Ebro, establece alianzas con los Banu Qasi de Zaragoza, a los que también combate en ocasiones en sucesivas variaciones de alianzas. Ordoño también trata de ayudar, sin éxito, a los mozárabes toledanos en rebelión contra el emir cordobés. A su muerte, le sucede su hijo Alfonso III.
Alfonso III marca el momento cumbre de poderío del reino de Asturias. Establece relaciones muy estrechas con el Reino de Navarra, lucha y se alía repetidas veces con los Banu Qasi de Zaragoza y lucha al lado de los mozárabes de Toledo en su lucha contra el poder emiral.
En el año 908, un siglo después de que Alfonso II lo hiciera con la cruz de los Ángeles, manda forjar la cruz de la Victoria, símbolo desde entonces de Asturias. Alfonso se casa con Jimena, noble navarra, posiblemente hija de García Iñíguez. Con el apoyo de los nobles gallegos, como Hermenegildo Gutiérrez, conquista el norte del actual Portugal. También se avanza por el Duero, conquistándose Zamora y Burgos. En el momento de apogeo, el reino asturiano ocupa todo el noroeste peninsular, desde Oporto hasta Álava.
García I, hijo de Alfonso III el Magno, después de su lucha contra su padre y sus hermanos Ordoño II y Fruela II, traslada la capital del reino a León, con lo que se crea un nuevo reino que aglutinará al asturiano, el Reino de León.

## Arte
El denominado prerrománico asturiano es un arte englobado dentro del prerrománico y que se localiza en la península ibérica adyacente al Mar Cantábrico, libre de la ocupación musulmana al final del siglo VIII (después de la derrota de Guadalete y posterior invasión sarracena y hasta comienzos del siglo X en que es absorbido por el arte románico venido de Francia).
Aunque sucesor del estilo visigodo, no puede decirse que el asturiano sea heredero legítimo suyo, pues no conserva sino accidentalmente alguno de sus elementos principales como es el arco en herradura y si bien al principio debió ser una imitación paupérrima del mencionado arte, muy pronto se manifiesta con nuevos y originales elementos acaso importados de Oriente o de Lombardía que singularmente lo realzan y lo denuncian como precursor del románico.

### Etapas
El prerrománico asturiano ofrece los dos tipos o formas que ya se notaron distintas en el estilo visigodo, pero que en el asturiano se precisan más todavía: el tipo latino y el tipo bizantino. Uno y otro admiten columnas y pilastras y también semicolumnas adosadas al muro y trabadas con arcos, formando así el muro compuesto y preludiando el pilar compuesto de la arquitectura románica el cual aparece ya completo en la arquitectura mozárabe del siglo X. En ambos tipos se hallan arcos de medio punto y peraltados pero no de herradura sino por excepción (salvo los ajimeces) y arcos también de descarga en los muros y contrafuertes o estribos exteriores. En uno y otro se observan cancelas o antepechos de piedra ornamentada en el ingreso del ábside, capiteles algo historiados y que se apartan de la idea clásica, ventanas ajimezadas y con ornamentación de piedra calada, pequeños rosetones, ornamentos de toscas figuras, de tallos serpenteantes, de rosetoncillos variados, de cables y trenzados y otras labores de estilo visigodo. 
Según esto, se divide este arte en varias etapas:

### Primeras obras del arte asturiano

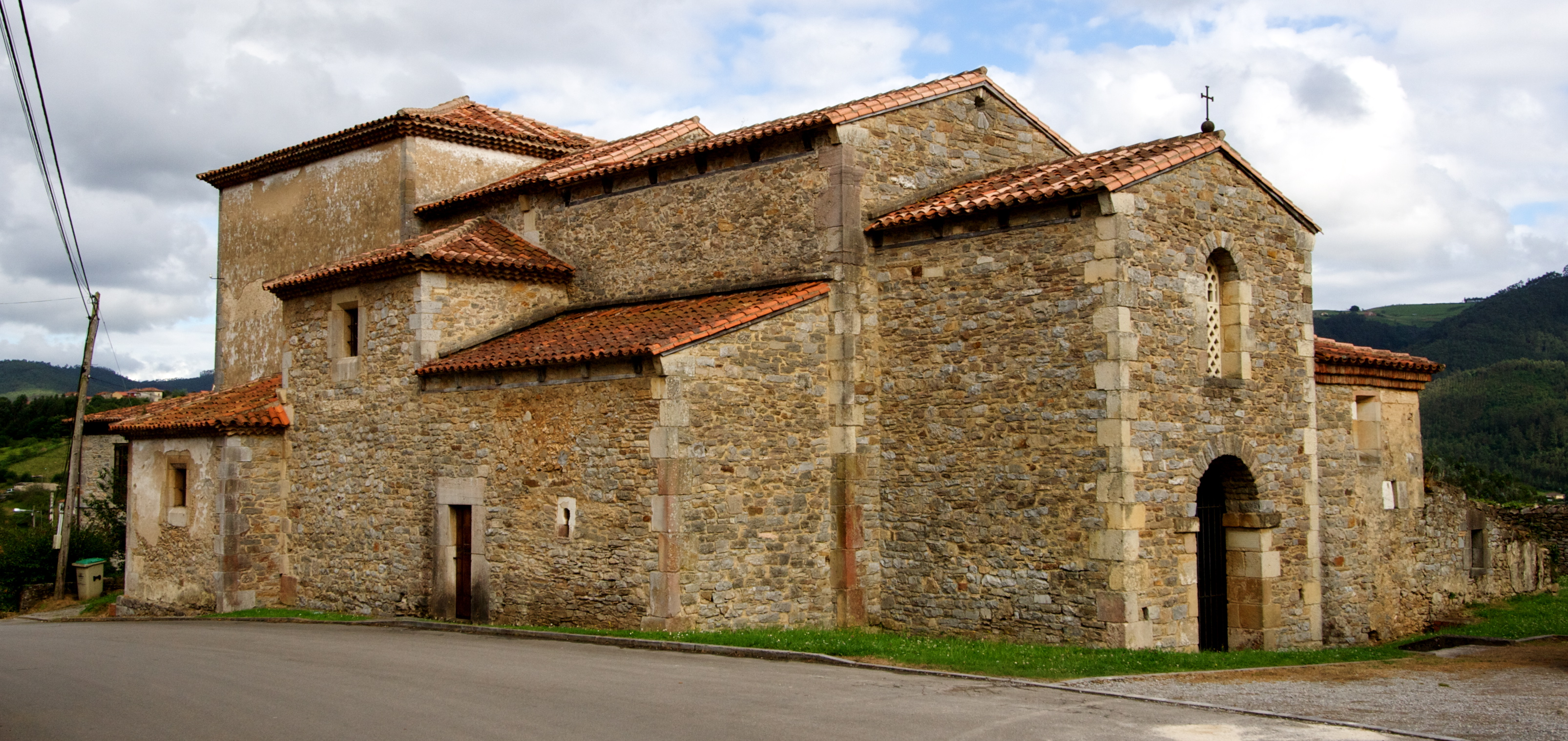
Santianes de Pravia

La iglesia de la Vera Cruz en Cangas de Onís, originalmente construida sobre un dolmen prehistórico, y reconstruida tras la destrucción que sufrió en la guerra civil.
La iglesia de San Juan, en Santianes de Pravia, edificada por orden del rey Silo. En esta aparecen prácticamente todos los elementos del prerrománico asturiano, aunque en esencia sigue a lo visigodo.

#### Prerramirense o alfonsí
Se refiere al periodo comprendido entre 791 y 842, reinado de Alfonso II quien intentó emular a Toledo, desde su capital, Oviedo. En las iglesias antiguas de Asturias se constituye por la adopción de planta basilical con tres naves por lo común con sus ábsides cuadrados y su ventana en cada uno. Se cubren éstos con bóveda de cañón y las naves con armadura de madera.
Este rey construye la Cámara Santa, único resto del recinto palatino que queda en la catedral de Oviedo. Es un pequeño edificio de dos plantas, la segunda, el oratorio, reformada en época románica, cuando se añadió la bóveda de cañón, y la primera abovedada, destinada a guardar reliquias. También se construyó la cripta de Santa Leocadia.

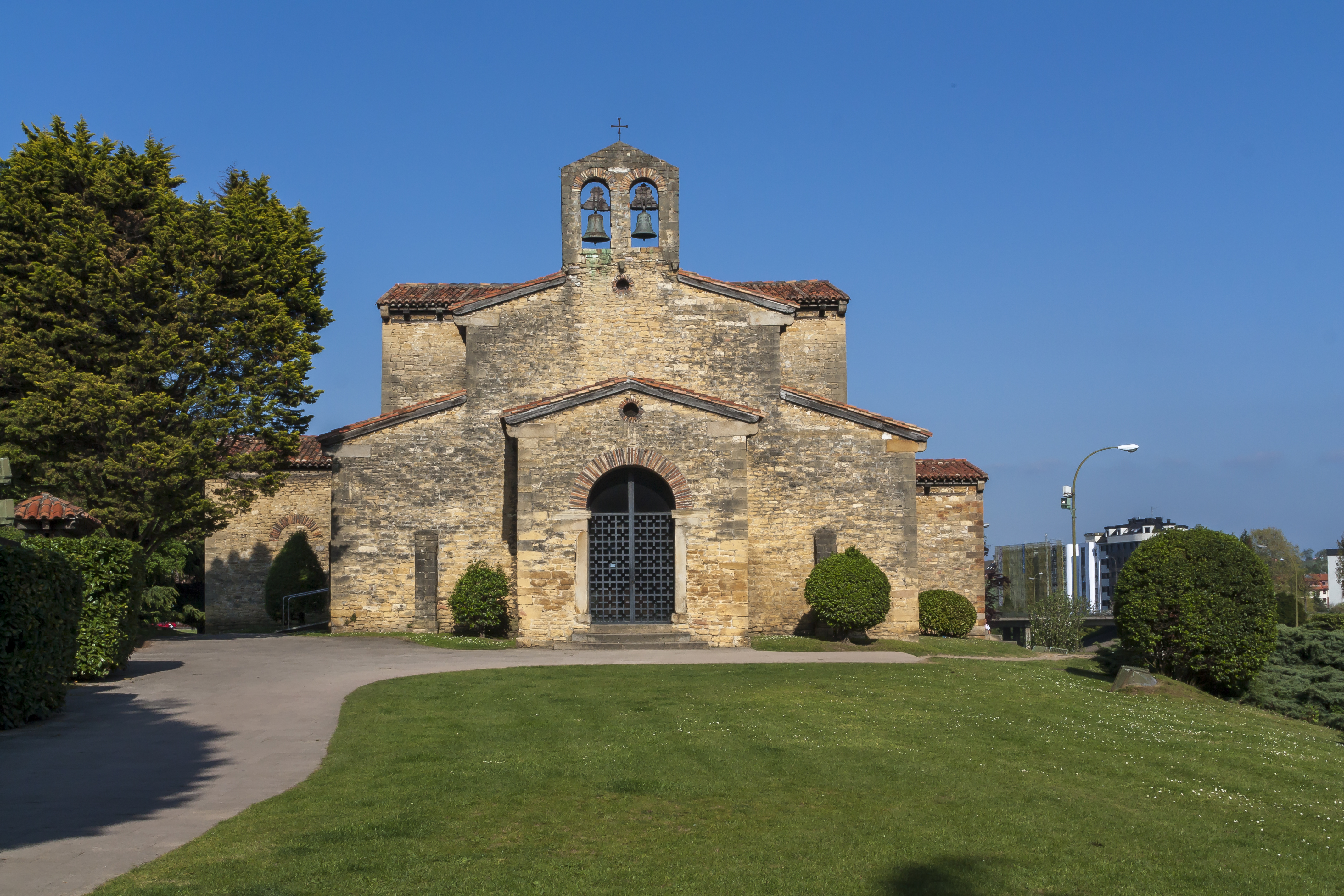
San Julián de los Prados

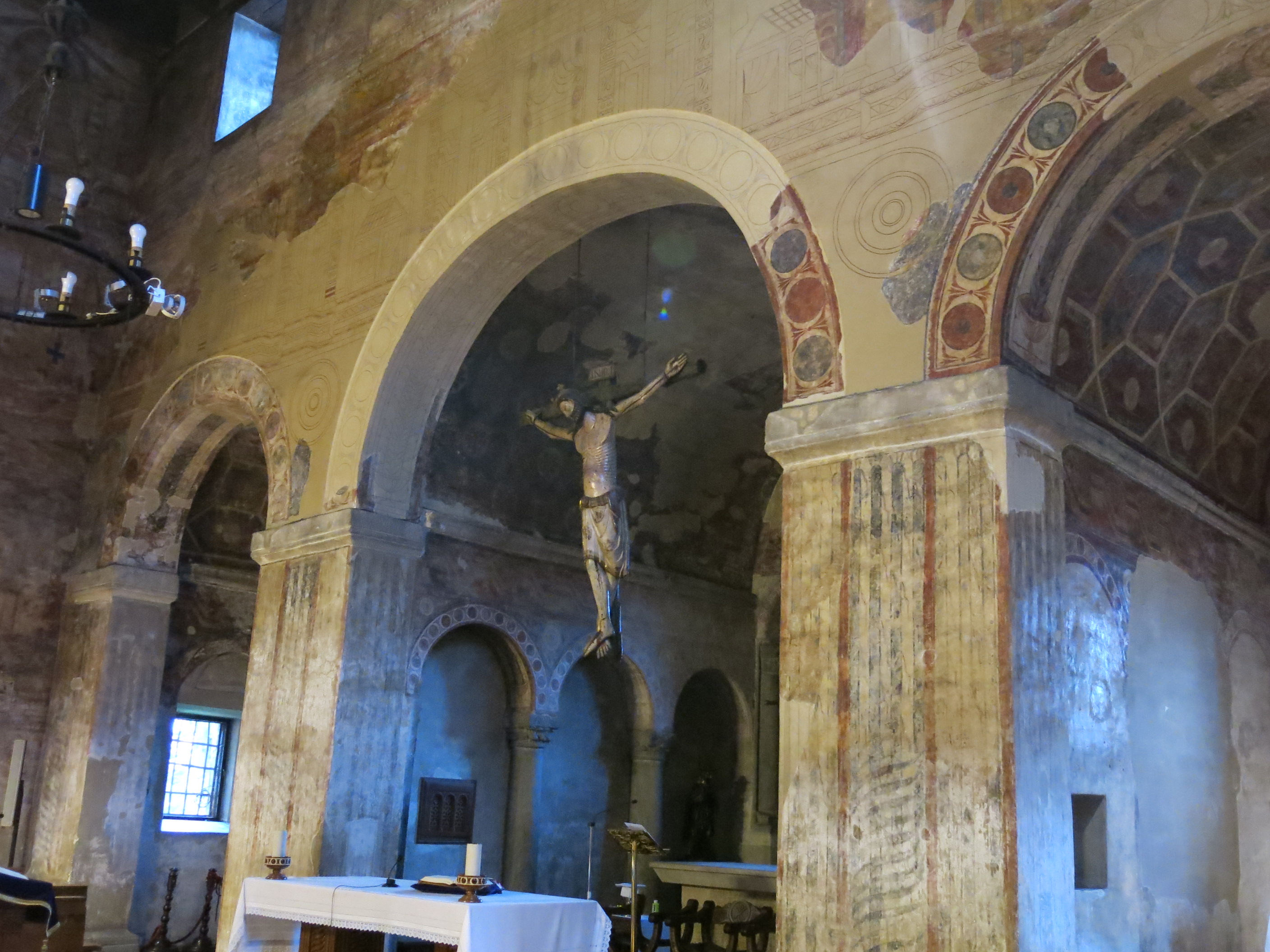
Interior de San Julián

También hizo construir cerca de la capital, la iglesia de San Julián de los Prados, o de Santullano, templo espacioso que presenta claramente definidos los caracteres propios de este estilo. Tiene planta basilical de tres naves, separadas por pilares cuadrados que sostienen arcos de medio punto y presenta un transepto con un remarcado alzado. El iconostasio, que separa la parte reservada al clero, del resto del templo, presenta una remarcable similitud con un arco triunfal. Destaca de este templo su grandiosidad y su originalidad que se aparta de modelos visigodos. Pero sin duda, lo que más atrae de este templo es su decoración pictórica, con pinturas al fresco (estucos, con más propiedad) en tres cuerpos superpuestos, anicónicas, con decoración arquitectónica, de claro influjo romano. Se trataría más bien de un templo monástico y no palatino, si bien se reservaba para el rey una tribuna en el transepto.
Pertenecen también a este periodo la iglesia de iglesia de San Tirso y Santa María de Bendones.

#### Ramirense
Con Ramiro I (842-850) alcanza el arte asturiano su máxima expresión, a pesar de lo breve de su reinado, representando las construcciones del monte Naranco su mejor exponente. Adopta la planta cuadrada o de cruz griega, el ábside cuadrado, también con ventana, la bóveda de cañón para cubrir todas las naves y los arcos perpiaños para sostén o refuerzo de las bóvedas. 
Empezando por la Iglesia de Santa María del Naranco, diremos que  se considera como Salón del Trono o Aula Regia del rey Ramiro (aunque la ausencia de un ábside para ubicar el trono parece dificultar esta utilización), su residencia suburbana y como tal fue restaurada, a partir de su reutilización como iglesia rural. La planta inferior es una sala cubierta con bóvedas, sin ventanas, diferenciada en tres ámbitos: el central para guardia y servidumbre, otro para capilla real privada, y otro para baño; la superior, a la que se accede por unas escaleras de fábrica exteriores, es un gran salón rectangular con bóveda de cañón y arcos fajones, abierto en sus extremos por una triple arcada. La decoración es netamente nórdica o germánica, con arcos muy peraltados y molduras talladas imitando obras en madera u orfebrería.

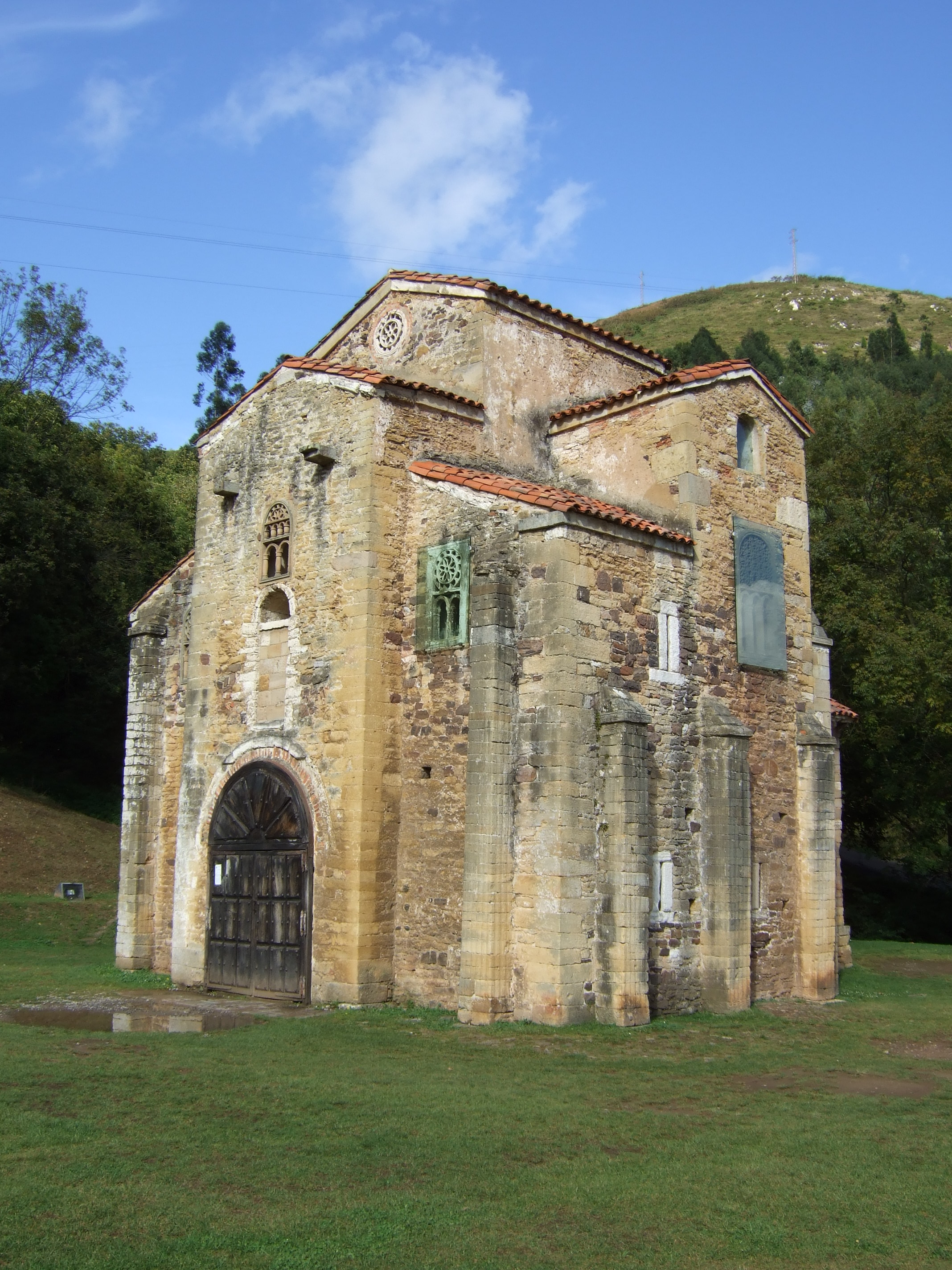
San Miguel de Lillo

San Miguel de Lillo era la iglesia palatina de Ramiro I, como lo atestigua su decoración escultórica, y en ella se conservaba un trozo de la Santa Cruz, la reliquia más sagrada del tesoro visigodo. Sus características principales son el abovedamiento, la esbeltez de los soportes y la tribuna destinada al monarca. Tenía tres naves, pero solo se conservan el pórtico con dos cámaras y el primer tramo de las naves. Debemos destacar las jambas de sus puertas, que posiblemente incluyen una representación del propio monarca, cuya decoración anuncia el periodo románico.
Santa Cristina de Lena, de posible origen visigodo, reformada por Ramiro I. Su característica principal es su iconostasio, formado por tres arcos de piedra sobre cuatro columnas de mármol, con elementos visigodos, que separaba al presbiterio de la nave principal.
Las características de las citadas construcciones han hecho que algunos autores hablen de prerrománico o protorrománico, y aunque, en efecto, sus formas y soluciones arquitectónicas parecen indicarlo así, lo cierto es que el auténtico románico hispano tuvo unas fuentes distintas.

#### Postrramirense
Se incluye aquí el reinado de Alfonso III el Magno (866-910), que recibió influencias directas visigodas, debido al contacto con esas construcciones al ser repoblada la península con el avance cristiano y el repliegue musulmán, aunque otros autores hablan de un estancamiento o aislamiento del arte astur.

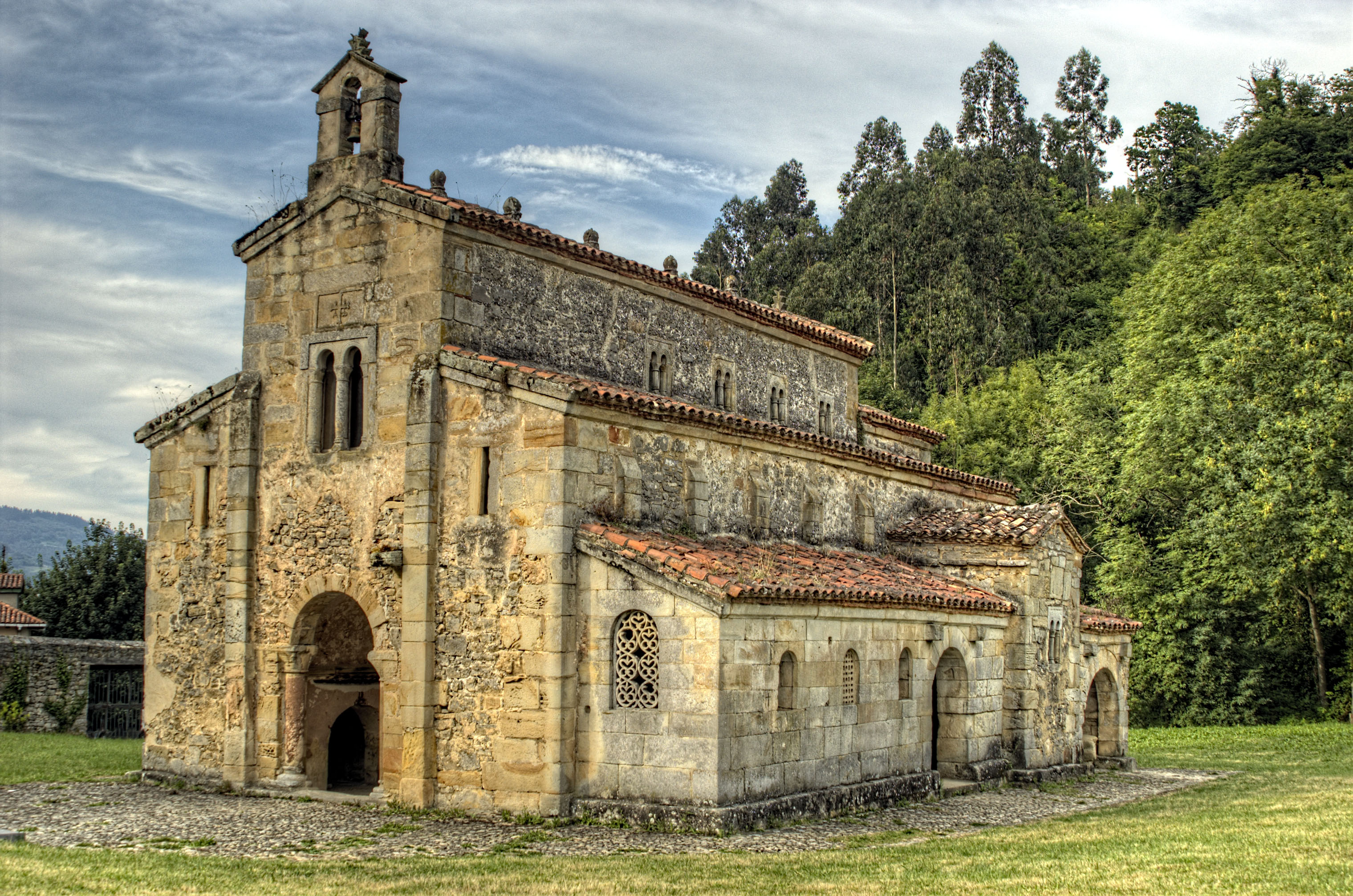
San Salvador de Valdediós

San Salvador de Valdediós (siglo IX) es un templo de tres naves cubiertas con cañones axiales, cabecera triple, con cámaras abovedadas por encima de los ábsides cuadrados y pórtico lateral añadido posteriormente, que se convirtió en una constante en la arquitectura hispana; en las ventanas hay calados de piedra con dibujos como las cadenas de las coronas de Guarrazar. Está muy influida por el arte mozárabe.
Santo Adriano de Tuñón poseía una estructura de tres naves, separadas por pilares, pórtico tripartito y cámaras en los extremos de las naves laterales. Este templo es el que más se aparta de las tradiciones del arte astur clásico.
Pertenecen también a este periodo San Salvador de Priesca, Santiago de Gobiendes y San Pedro de Nora, la iglesia de San Salvador en Deva (siglo X), la iglesia de San Salvador de Fuentes (de principios del siglo XI) y otras obras de menor importancia.

## Monumentos inscritos

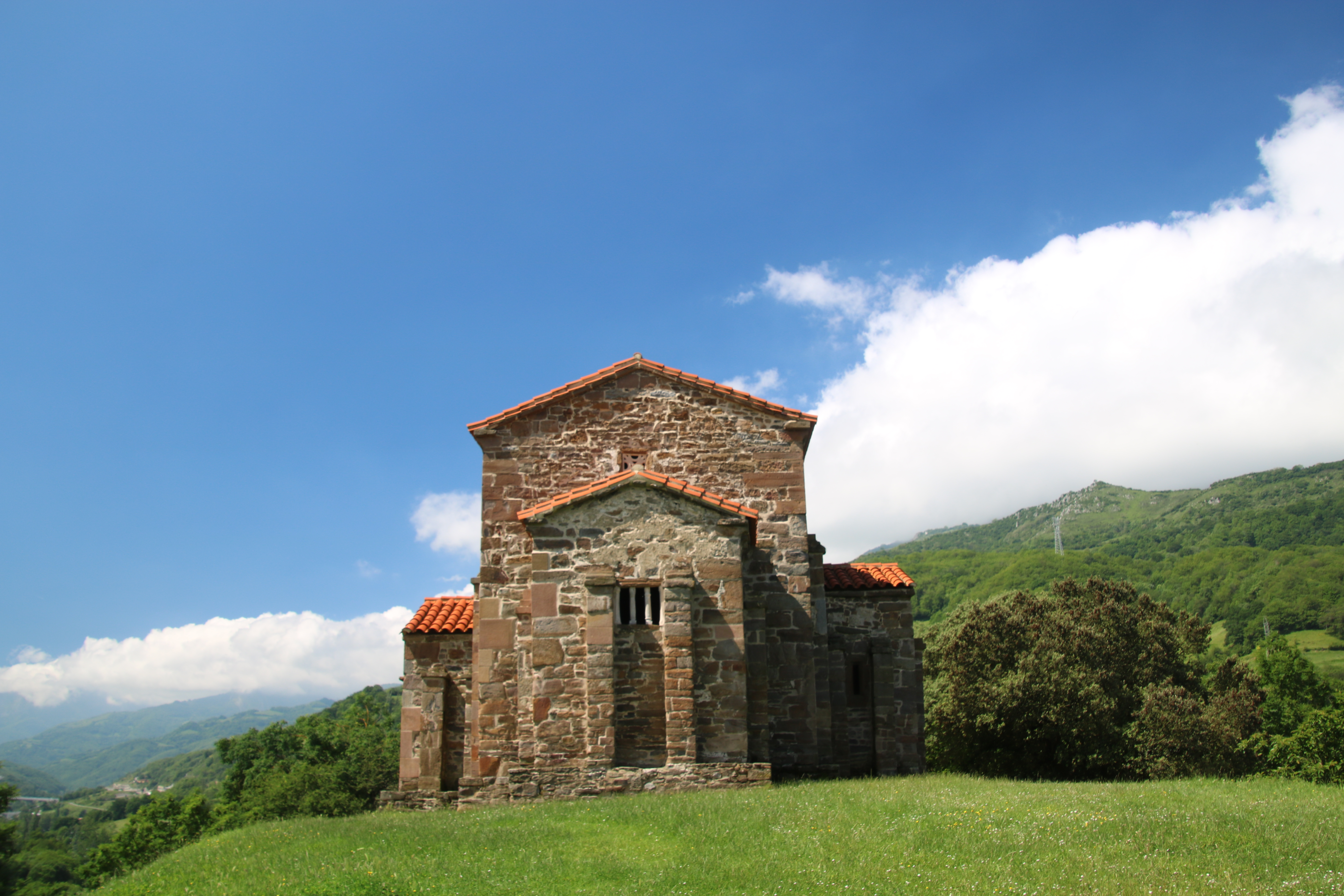
Santa Cristina de Lena

En la novena sesión del comité sobre el patrimonio de la humanidad celebrada en París entre el 2 y el 6 de diciembre de 1985 se aceptó la inclusión de Santa María del Naranco, San Miguel de Lillo y Santa Cristina de Lena en la lista de lugares patrimonio de la humanidad. Trece años más tarde, en 1998, se amplió la inscripción a San Julián de los Prados, Cámara Santa de Oviedo y Foncalada.

### San Julián de los Prados
San Julián de los Prados, también conocida como Santullano, es una Iglesia prerrománica de principios del siglo IX que se encuentra en Oviedo, siendo una de las principales muestras del arte asturiano. La iglesia está dedicada a los santos mártires Julián y Basilisa, y fue construida hacia el siglo IX.
Su fecha exacta de construcción no ha llegado a nuestros días, pero se sabe que su construcción fue ordenada por Alfonso II.
Es un templo espacioso que presenta claramente definidos los caracteres propios de este estilo. Tiene planta basilical de tres naves, separadas por pilares cuadrados que sostienen arcos de medio punto y presenta un transepto con un remarcado alzado. El iconostasio, que separa la parte reservada al clero, del resto del templo, presenta una remarcable similitud con un arco triunfal. Destaca de este templo su grandiosidad y su originalidad que se aparta de modelos visigodos. Pero sin duda, lo que más atrae de este templo es su decoración pictórica, con pinturas al fresco (estucos, con más propiedad) en tres cuerpos superpuestos, anicónicas, con decoración arquitectónica, de claro influjo romano. Se trataría más bien de un templo monástico y no palatino, si bien se reservaba para el rey una tribuna en el transepto.
De las tres entradas al templo hoy en día dos están tapiadas.

### Santa María del Naranco

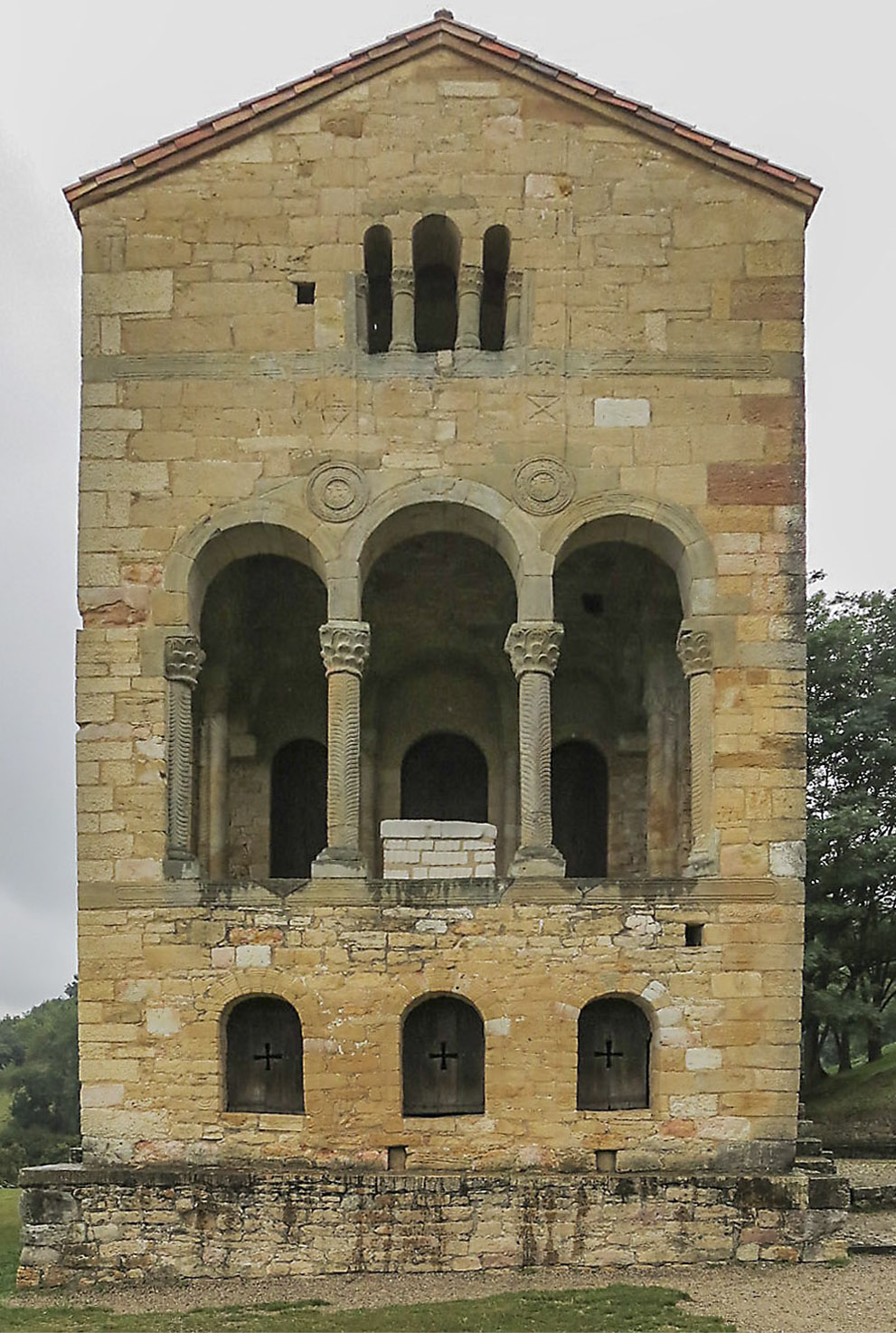
Vista de la fachada oriental de Santa María del Naranco

Santa María del Naranco es una iglesia prerrománica asturiana situada a tres kilómetros de Oviedo, sobre la ladera sur del Monte Naranco que originalmente fue palacio del rey Ramiro I.
El edificio fue mandado construir por Ramiro I como palacio, siendo acabado en el año 842, formando parte de un complejo arquitectónico que también comprendía la cercana iglesia de San Miguel de Lillo, erigida a tan solo cien metros de distancia. Sin embargo, a causa del derrumbamiento de la cabecera y de parte de las naves de San Miguel fue transformado en iglesia a finales del siglo XIII. Se ubica en la ladera meridional del Monte Naranco donde existía un bosque en el que abundaba la caza, por lo que hubo de tener carácter de palacio de campo o residencia real dedicada al ocio.
Consta de dos pisos y trazado rectangular de 20 metros de longitud por 6 de ancho, resultando una planta bastante alargada. En sus lados mayores existen dos salientes de los cuales el del lado norte corresponde a una escalera de dos tiros por la que se accede a la planta superior.
La planta baja consta de un amplio cuerpo central cubierto de bóveda de cañón recorrido por arcos fajones que descansan directamente sobre el muro, por lo que presenta grandes similitudes con la capilla inferior de la Cámara Santa de Oviedo, en la catedral ovetense. Fue posiblemente utilizado como oratorio palatino, aunque se especula con que se tratase de una cámara regia donde se recibiese audiencia, esta teoría se apoya en el bancada que recorre las paredes, y está flanqueado por dos cámaras laterales con cubierta de madera. De estas cámaras laterales la del lado este comunica con el cuerpo central y tuvo funciones de sala de baño o aljibe, conservando su pila. La del lado oeste solo es accesible desde el exterior, desconociéndose su función, pudiendo haber acogido una garita.
La planta superior fue planta noble, presentando una distribución similar a la de la planta baja. La gran sala central, rectangular y cubierta por bóveda de cañón peraltada atravesada por seis arcos fajones que se apoyan en ménsulas. Está recorrida en sus lados mayores por una arquería ciega que se apoya en dobles columnas de fustes sogueados de origen celta. Se encuentra flanqueada en este caso por dos miradores o tribunas también cubiertos con bóveda.

### San Miguel de Lillo
Iglesia prerrománica dedicada a San Miguel Arcángel mandada edificar hacia el 842 por el rey Ramiro I en el Monte Naranco, en los alrededores de Oviedo. Se encuentra a escasos metros de Santa María del Naranco.
Posiblemente es la que según la crónica Albeldense, este monarca mandó construir junto a sus palacios, con función de iglesia palatina. En principio pudo estar dedicada a Santa María y San Miguel.
Originalmente tuvo planta basilical de tres naves, pero solo se conserva una tercera parte de su longitud, porque durante el siglo XIII o principios del XIV se arruinó posiblemente debido a las malas condiciones del suelo. Se conserva únicamente el vestíbulo y el arranque de sus tres naves. Sobre el primero se encuentra la tribuna real, flanqueada a ambos lados por dos pequeñas estancias.
La cubierta es abovedada, mediante un sistema complejo de bóvedas de medio cañón. Las naves están separadas por arcos que descansan en columnas, hecho inusitado por cuanto lo habitual en el arte asturiano es el uso del pilar como soporte. Estas columnas se apoyan en altas basas cuadradas que albergan decoración escultórica de arquillos que encuadran figuras.
Está realizada en su mayor parte a base de sillarejo, aunque las esquinas de los muros y los contrafuertes son de sillería. Las ventanas presentan bellas celosías talladas en piedra. La construcción resulta esbelta y muestra cierto interés de su autor por las proporciones puesto que su altura es el triple de la anchura de sus naves.

### Cámara Santa de Oviedo

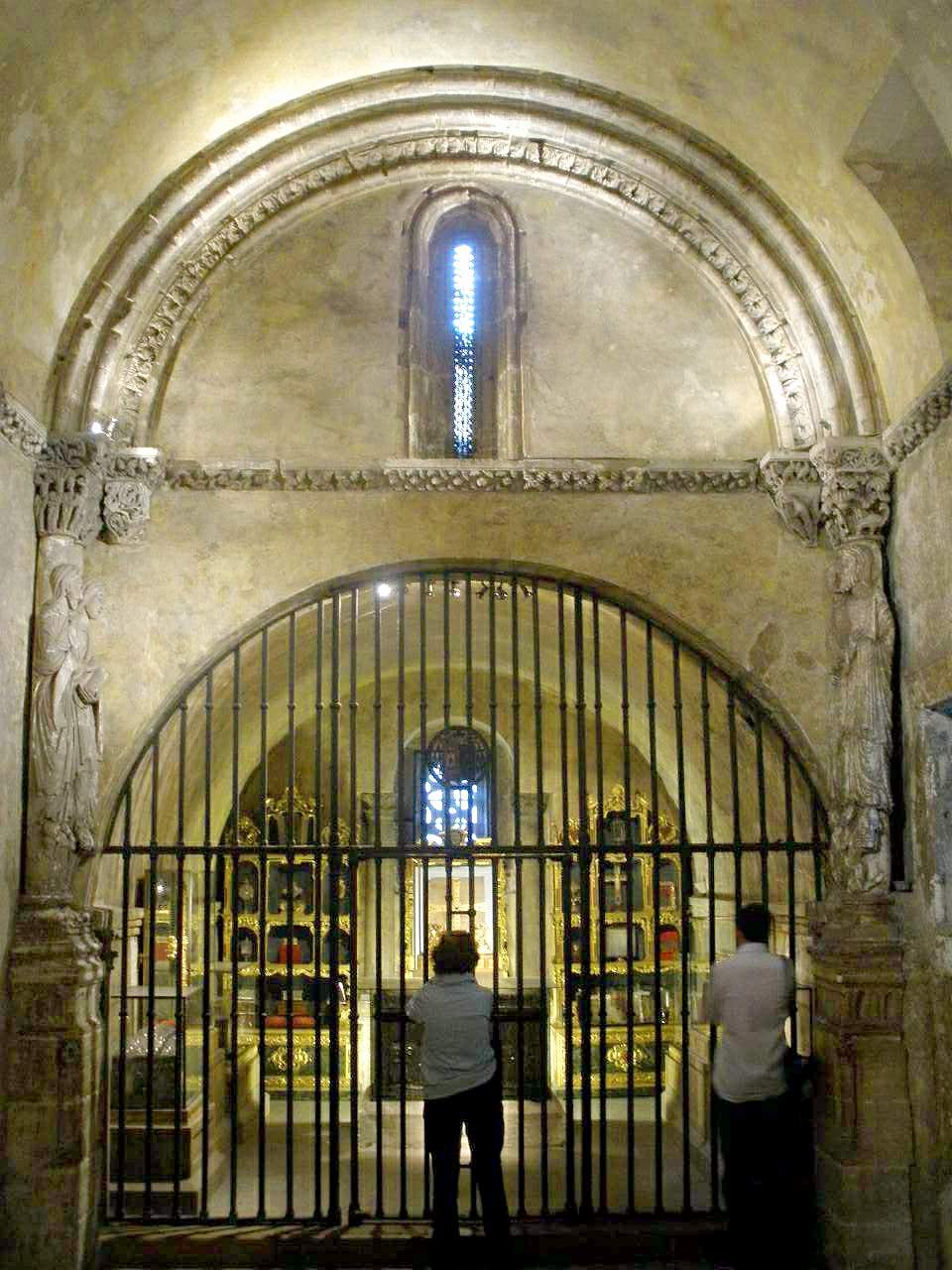
Interior del piso superior de la Cámara Santa

La Cámara Santa fue construida por Alfonso II a comienzos del siglo IX cuando reconstruyó la iglesia de estilo prerrománico dedicada a San Salvador y que había sido erigida por Fruela I en el siglo VIII y posteriormente destruida por los musulmanes.
La Cámara Santa es una capilla palatina que se encuentra adosada a la Torre de San Miguel, resto del Palacio de Fruela y que hoy en día se encuentra integrada en la Catedral de estilo gótico de Oviedo. Desde el siglo IX se guardan en ella los tesoros y reliquias de la catedral. Gran parte de estas reliquias habían sido traídas desde Toledo; como el Arca Santa (siglo XI), el Santo Sudario, reliquias de la Vera Cruz, el Cristo Nicodemus (siglo XII) y otras para alejarlas de territorio musulmán y del peligro de pérdida que ello suponía.
La Cámara Santa está estructurada en dos plantas: la cripta (abajo) y la capilla superior (San Miguel). La cripta está cubierta por una bóveda de ladrillo en forma de cañón dedicada a Santa Leocadia. la capilla superior está bajo la advocación de San Miguel y contiene las reliquias. Ésta tiene dos naves de 12 por 6 m de largo y ancho respectivamente. Fue posteriormente reformada (siglo XIII) agregándosele la bóveda de la nave y el Apostolado escultórico románico.

### Santa Cristina de Lena
Santa Cristina de Lena es una iglesia prerrománica asturiana, construida a mediados del siglo IX y situada en el concejo de Lena, en el Principado de Asturias. Se encuentra a 35 km al sur de Oviedo por la A-66, en una colina de la parroquia de Felgueras, cercana a Pola de Lena, que domina el valle del río Lena.
Puede corresponder probablemente a la antigua fundación del San Pedro y San Pablo de Felgueras del siglo VII, siendo su origen visigodo. La estructura actual se construyó en el siglo IX, año 852, bajo el reinado de Ramiro I, por lo que se clasifica como ramirense al igual que los monumentos del Naranco.
Este pequeño edificio con un plano de cruz griega, inhabitual en la arquitectura asturiana, sigue los parámetros tradicionales: consta de cinco segmentos en forma cuadrangular, definidos por los arcos fajones que se apoyan en una arquería ciega que recorre los muros laterales, siendo uno de ellos, el más grande, el que conforma la nave principal del templo. El suelo se encuentra a dos alturas con la entrada más baja respecto al altar. El tipo de bóveda usada es la bóveda de cañón que descansa sobre arcos fajones reforzados en el exterior por contrafuertes.
Está dotada de nártex y de iconostasis, formado por tres arcos de piedra que descansan sobre cuatro capiteles con sus respectivas cuatro columnas de mármol cerradas por celosías caladas en forma rectangular, que separa el presbiterio de la nave principal. En el fondo se puede ver el iconostasio que sigue las pautas del arte de Ramiro I aunque se pueden contemplar motivos visigodos en la decoración.

### Foncalada

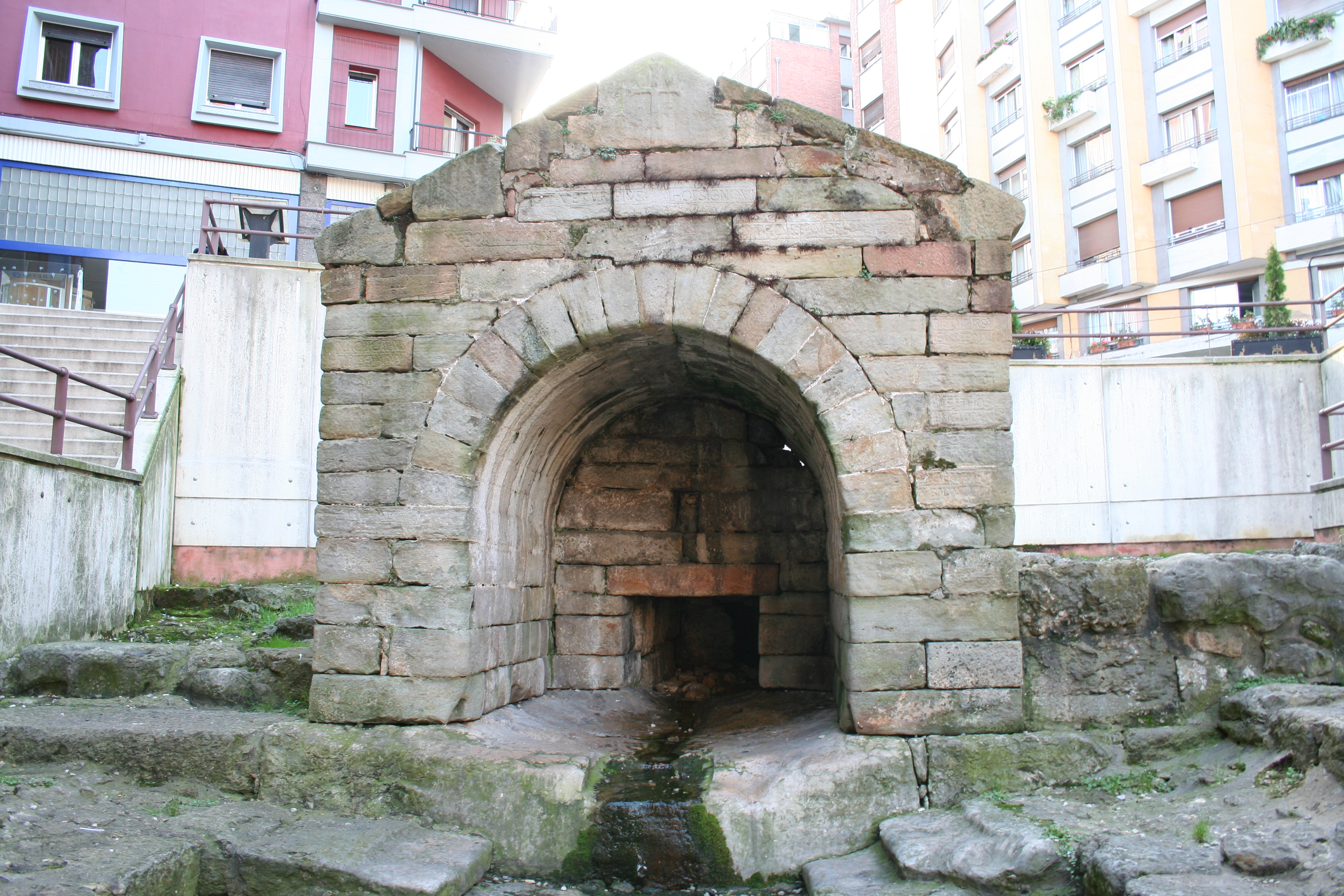
Vista de la fuente de Foncalada

La fuente de Foncalada es una fuente de agua potable construida por órdenes del rey asturiano Alfonso III en la ciudad de Oviedo y situada en la calle de su mismo nombre, Foncalada (del latín fonte incalata). Dentro del arte prerrománico en Asturias es el único ejemplo de su clase conservado hasta nuestros días, además del único vestigio o resto de construcción con fin de utilidad pública de la Alta Edad Media dentro de la ciudad.
Su construcción está basada en las obras civiles romanas y según investigación realizada por Francisco Borge, asociada recientemente a la aparición de restos romanos en la calle de la Rúa, fue construida al lado de la calzada romana que unía el norte y el sur de la región y que también pasaba por delante de la iglesia de San Julián de los Prados, según el estudio de sus inscripciones se cree que su construcción data de la primera mitad del siglo IX atribuyéndose al rey Alfonso II. 
Su primera aparición documental data de finales del siglo XI. Su nombre proviene de una inscripción que se encuentra en ella fontem calatam, se puede traducir por fuente invocada. Según los recientes trabajos arqueológicos, llevados a cabo por Sergio Ríos y César García de Castro, han demostrado que se trató de un edificio monumental destinado a baños, dotado además de una importante carga simbólica religiosa, en relación con la identificación de las aguas, potencialmente curativas, con Jesucristo, invocado como Salvs en las inscripciones que cubren el frente del monumento. Dentro de las inscripciones en el vértice del frontón se puede ver la cruz de la Victoria, característica de Alfonso III, con el alfa y omega apocalípticos.

## Propuesta de ampliación
Durante la sesión trigésimo primera celebrada en la ciudad neozelandesa de Christchurch entre el 23 de junio y el 1 de julio de 2007 se admitió el estudio para la inclusión en la lista de la iglesia prerrománica de San Salvador de Valdediós situada en el concejo de Villaviciosa.